# Teresa Parodi (soprano)

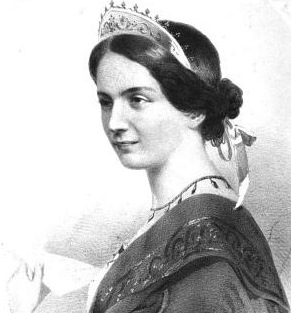
Teresa Parodi circa 1851

Teresa Parodi (27 de agosto de 1827-1878) fue una soprano de ópera italiana que cantó papeles principales en Europa y en los Estados Unidos, donde alcanzó una fama particular como la prima donna tanto de la Compañía de Ópera Italiana Max Maretzek como de la Compañía de Ópera Italiana Max Strakosch. Admirada por su habilidad actoral y su atractiva presencia en el escenario, así como por su voz, fue particularmente conocida por sus representaciones de las heroínas en las óperas de Donizetti y Rossini.
Parodi nació en Génova en el seno de una familia modesta. A los 12 años comenzó su formación musical en el conservatorio de su ciudad natal y posteriormente estudió en Milán con Felice Ronconi. Mientras estaba en Milán, Giuditta Pasta la escuchó, quien se convirtió tanto en su maestra como en su mentora. Hizo su debut en el escenario en Bergamo en 1845, interpretando el papel principal de Gemma di Vergy, un papel que haría muchas veces a lo largo de su carrera.